# Odźwierny (album)
Odźwierny – album polskiego rapera Rovera. Wydawnictwo wraz z trzydziestostronicowym opowiadaniem ukazało się 28 października 2013 roku nakładem wytwórni muzycznej Step Records. Produkcji nagrań podjęli się: Sakier, SoDrumatic, Voskovy, RX, Bob Air oraz Pawbeats. Z kolei wśród gości na płycie znaleźli się: Luka, Darek Perczak, Wdowa, Jahqb oraz Alicetea.  
Nagrania dotarły do 21. miejsca zestawienia OLiS.

## Lista utworów
Opracowano na podstawie materiału źródłowego.
1. „Autobiografia” (produkcja: Sakier)
2. „Konfesjonał” (produkcja: Sakier)
3. „Surrealizm” (produkcja: Sakier)
4. „Prestidigitator” (gościnnie: Luka, produkcja: SoDrumatic)
5. „Wizja” (gościnnie: Luka, produkcja: Sakier)
6. „Motyle” (gościnnie: Darek Perczak, produkcja: Sakier)
7. „Dźwięki” (produkcja: Sakier)
8. „Roadtrip 2” „(produkcja: Sakier)”
9. „Koszyk” (produkcja: Voskovy)
10. „Koperta” (produkcja: RX)
11. „Pęknięcie” (gościnnie: Wdowa, produkcja: Bob Air)
12. „Lot” (gościnnie: Jahqb, produkcja: Pawbeats)
13. „Jednorożec” (produkcja: Bob Air)
14. „Umieć tu żyć” (gościnnie: Alicetea, produkcja: Sakier)